# رصد بيئي
الرصد البيئي يصف العمليات والأنشطة التي يجب تنفيذها لتوصيف ورصد نوعية وجودة البيئة حيث يُستخدم الرصد البيئي في إعداد تقييم الأثر البيئي، وكذلك في العديد من الأنشطة البشرية والظروف التي تنطوي على حدوث خطر أو آثار ضارة على البيئة الطبيعية. جميع استراتيجيات وبرامج الرصد البيئي لديها أسباب ومبررات التي غالبا ما تهدف إلى تحديد الوضع الحالي للبيئة أو إنشاء اتجاهات العناصر البيئية أو بعضها. ففي جميع الحالات يتم استعراض نتائج الرصد وتحليلها إحصائيا، ونشرها. ولذلك فإنه يجب تصميم برنامج الرصد بناءً على المطلوب باستخدام البيانات النهائية وذلك قبل بدء الرصد.عناصر الرصد البيئي

## أهداف الرصد البيئي
تهدف برامج الرصد الذاتي إلى:
- جمع المعلومات الموثقة عن الملوثات والمخلفات والانبعاثات البيئية الناتجة عن التلوث البيئي بالموقع.
- التعرف على المصادر الرئيسية للملوثات
- التعرف على تركيز الملوثات وكمياتها واتجاهاتها والمناطق المتأثرة بها
- تحليل البيانات بهدف تحديد الأساليب البيئية أو وضع الضوابط التي تؤدي إلى تقليص التأثيرات البيئية السلبية على المنطقة.

## عناصر الرصد البيئي
تشهد الفترة الأخيرة زيادة في الاهتمامات البيئية المرتبطة بتلوث الماء والهواء والتربة بالإضافة إلى التغيرات المناخية الناجمه عن الأنشطة البشرية. ولذلك فإن التقييم الدقيق لحالة البيئة هو شرط أساسى لتحديد مسارات العمل الخاصة بتحسين الظروف البيئية. وبناءً عليه فإن أنشطة تطوير تكنولوجيا جديدة للرصد البيئى (تسمح بالكشف عن الملوثات الخطرة) والتقييم الدقيق للمتغيرات البيئية قد أصبحت ذات أهمية متزايدة سواء من العلماء أومن الهيئات التنظيمية ذات الشأن. ولقد شهدت السنوات الأخيرة تقدماً كبيراً في مجال بحوث الرصد البيئى مما أدى إلى تطوير تكنولوجيا أكثر دقة وفعالية وأقل تكلفة وذلك من خلال دمج التكنولوجيات الناشئة من مختلف التخصصات.

### الغلاف الجوي
التركيبة الكيميائية للغلاف الجوى تحددها عدة عمليات بما في ذلك الكتلة المتدفقة (بالإنجليزية: Mass Fluxes)‏ بين أسطح الكواكب وحدود الطبقات الهوائية (بالإنجليزية: Planetary boundary layers)‏ ومساحة التهوية (بالإنجليزية: ventilation)‏ بينها فضلاً عن تبادل الحمل الحراري أثناء العواصف. ويرتبط تبادل العناصر الكيميائية على سطح الأرض بالانبعاثات الطبيعية (من النباتات والتربة المسطحات المائية) والانبعاثات والملوثات التي يتسبب البشر في إطلاقها فضلاً عن الترسيبات الجافة والرطبة. ويعتبر احتراق المواد العضوية وإستهلاك الوقود هي المصادر الصناعية الرئيسية لإنتاج المركبات الكيميائية في الغلاف الجوى. وفي الواقع وحتى اليوم فإن وجود الغازات الرئيسية (N2O2) في الغلاف الجوى يرجع إلى للنشاط الميكروبى في التربة فضلاً عن عمليات التمثيل الضوئى والتنفس المرتبط بوجود الكائنات الحية.
وبالرغم من أن عمليات الغلاف الحيوى (بالإنجليزية: Biosphere)‏ تعتبر أحد المصادر المهمة للعناصر التي تسبب بعض المشكلات (ويشمل ذلك العديد من المركبات العضوية المتطايرة فضلاً عن اختزال مركبات الكبريت والنيتروجين) إلا أن المصادر الصناعية للتلوث أصبحت كثيرة ومهيمنه. وترجع الزيادة الكبيرة لتركيز غاز ثاني أكسيد الكربون في الغلاف الجوى إلى عمليات تبادل الكربون بين الغلاف الجوى والمحيطات وبين الغلاف الجوى والغلاف الحيوى القارى، علاوة على ذلك فإن عمليات الإستهلاك المتزايد للوقود قد أدت إلى اضطراب دورة الكربون إلى حد كبير مما أسهم أيضاً في هذه الزيادة. ومما سبق يتضح أهمية الرصد البيئى للهواء وذلك لمراقبة التأثيرات الضارة لعمليات التلوث في الغلاف الجوى وتوفير المعلومات اللازمة التي تسمح بإتخاذ الإجراءات المناسبة لعمليات الحماية.

### التربة والرسوبيات
التربة والرواسب هي وسيط لتراكم كثير من المواد الكيميائية والبيولوجية الضارة، ويرجع القلق المرتبط بوجود هذه المواد الكيميائة إلى أن كثيراً من الكائنات التي تعيش في هذه الظروف والأوساط الملوثه تمثل عنصراًًًُ أساسياًًً لكثير من العمليات الخاصة بالتمثيل الغذائى المرتبطة به. حيث تتغذى العديد من هذه الكائنات (مائية أو برية) على هذه المواد الضارة والتي من الممكن أن تنتقل إلى الإنسان فيما بعد. ونظراً لقدرة التربة والرسوبيات على الاحتفاظ أوتخزين المواد الكيميائية السامة فإن آثار التلوث قد لا تتضح بشكل مباشر، حيث أن العوامل التي تؤثر على قدرة التربة والرواسب على تخزين هذه المواد الكيماوية يمكن أن تتغير فجأة وبشكل غير مباشر مما قد يؤدى إلى انتقال هذه المواد من وسط لآخر أو إلى أحد الكائنات الحية التي تعيش في هذه الظروف مسببة أضرار بيئية خطيرة وذلك يستلزم إتخاذ كافة الاحتياطات الخاصة بعملية مراقبة عناصر التلوث في التربة والرسوبيات مما يساعد على إتخاذ كافة الإجراءات التي تضمن الحد أو إزالة عناصر التلوث ومصادره بقدر الإمكان.

### المياه
المياه هي أهم العناصر للكائنات الحية ولذلك فإن معظم البلدان العربية لديها الآن سياسات لإدارة الموارد المائية بهدف تحقيق الاستخدام المستدام لمواردها المائية من خلال حماية وتحسين نوعيتها مع المحافظة على التنمية الاقتصادية والاجتماعية. ويتطلب تحقيق هذا الهدف إلى وجود تعريف دقيق لاحتياجات المجتمع ورغباته وكذلك تضافر كل الجهود لحماية الموارد المائية من التدهور. وتسمى هذه الاحتياجات بالقيم البيئية (بالإنجليزية: Environmental Values)‏ للمجرى المائى ومن الممكن أن تشتمل على قيم لكل من مياه الشرب، السباحة، الصيد، الترفيه، الصناعات الغذائية المرتبطة بالزراعة فضلاً عن الحفاظ على النظام البيئى (بالإنجليزية: Ecological System)‏.
ومن أجل الحفاظ على هذه القيم البيئية المطلوبة من المجتمع فقد تم وضع معايير وإرشادات نوعية المياه لتوفير وسيلة موضوعية للحكم على جودة المياه ويوجد الآن العديد من المراجع والإرشادات الخاصة بنوعية المياه نذكر منها على سبيل المثال USEPA, 1986 a, CCRM, 1991, ANZECC, 1992. وعموماً فإن معظم هذه الإرشادات تبدو متشابهه إلى حد ما في المنهج وفي القيم الحدية (بالإنجليزية: Threshold Values)‏ التي يوصى بها.

## عناصر خطة الرصد البيئي
يمكن تلخيص عناصر خطة الرصد البيئي فيما يلي:
- تحديد الأهداف والنتائج المطلوبة من نظام الرصد الذاتي ينبغي قبل القيام بإجراءات الرصد تحديد أهم الأهداف المطلوبة من عملية الرصد البيئي ومواقع أخذ العينات والقياسات والجداول الزمنية الخاصة بتنفيذ خطة الرصد الذاتي. ويمكن إعداد جدول لوصف أنشطة رصد عمليات التشغيل ورصد التلوث الناتج عنه.
- اتخاذ الإجراءات التنظيمية وتوزيع المهام والمسئوليات:

1. تحديد مواقع نقاط الرصد بدقة على خريطة مساحية خاصة بعملية الرصد لكل حالة على حدى، ويعتمد تحديد نقاط الرصد على حجم ونوع الملوثات الناتجة عن مصدر التلوث.
2. تمثيل نقاط الرصد المنتقاة باستخدام جهاز GPS على الخريطة
3. تحديد مدى خطورة نقاط الرصد المنتقاة. وأهم المخاطر المتوقعة أثناء عملية الرصد.
4. تحديد سهولة الوصول إلى نقاط الرصد المنتقاة
5. تحديد جدول زمني للرصد والمهام الموكلة لكل فرد من مجموعة الرصد البيئي حيث يقوم بالرصد مجموعة من الباحثين من تخصصات مختلفة يوكل لكل منهم مهمة محددة.

- تخطيط الأنشطة وتصميم الجدول التنفيذي للخطة:

1. ويجب تحديد الأنشطة الواقعة ضمن نطاق منطقة الرصد وأنواع الملوثات الناتجة عن تلك الأنشطة وذلك بواسطة متخصصين في الأنشطة المختلفة (التربة، المياه، المناخ،...)
2. تحديد نوعية المناطق الواقعة ضمن منطقة الرصد (مناطق حضارية، مناطق صناعية، مناطق زراعية، مناطق سكنية،...)
3. حصر الأنشطة الناتجة عن تلك المناطق (انشطة زراعية، أنشطة بترولية، أنشطة صناعية، أنشطة كيميائية، أنشطة تعدينية،...)
4. عمل حصر شمامل لجميع الملوثات المتوقعة (بالإنجليزية: Inventory List)‏
5. يجب تحديد جدول تنفيذي لمراحل تنفيذ خطة الرصد يشمل كافة النقاط وأسلوب الرصد.

- تصميم برنامج مناسب لأخذ العينات وإجراء القياسات الميدانية:

1. تحديد خطة لأخذ القياسات وانبعثاتها
2. تعتمد تلك الخطة على تحديد أنواع الملوثات وكمياتها مثل الانبعاثات الغازية (ك ا 2، ك ا 3، ن أ،...) وكذلك الانبعاثات الصلبة ( الأتربة والأجسام العالقة)
3. تحديد التأثيرات الناتجة عن تلك الملوثات على منطقة الدراسة ( التربة، المياه، المناخ والهواء،...)
4. تحديد نقاط الرصد على الطبيعة ووضعها على خريطة الرصد وأخذ قياسات وعينات لتلك النقاط.
5. وضع خطة للرصد على خرائط خاصة بالرصد البيئي وهي عدة أنواع؛ Cartesian, Non Cartesian, Polar, Non polar

- تحديد الأجهزة اللازمة لعملية الرصد؛

1. تحديد نوعية الأجهزة لعملية الرصد وتتحدد طبقاً لنوعية الملوثات المختلفة ودرجة التركيز لها.
2. هناك أجهزة يتم وضعها في مناطق ثابتة للرصد وأخرى متنقلة يتم وضعها على عربات متنقلة وأخرى داخل معامل مجهزة ومتخصصة
3. يجب تحديد نوعية الأجهزة المستخدمة في عملية الرصد وكلما كانت تلك الأجهزة حديثة ودقيقة كلما كانت القياسات والنتائج أكثر دقة.
4. يجب تحديد نوعية الخامات المستخدمة في الرصد ودرجة نقائها فكلما كانت نقية كلما كانت النتائج أقرب للواقع.

- عمل قاعدة بيانات وجداول لنتائج الرصد؛

1. يتم تجميع نتائج الرصد المختلفة طبقاً لطبيعة الموقع ونوع الملوث وتركيزه وتجميع تلك البيانات في صورة جداول إحصائية أو جداول بيانية ورسومات بيانية (بالإنجليزية: Histograms)‏
2. يتم عمل قاعدة للبيانات خاصة بالمشروع أو ما يُعرف بالسجل البيئي للمشروع وهي بيانات شاملة عن المنطقة (جغرافية، مناخية، جيولوجية، ديموجرافية، بيئية)
3. يتم عمل فلترة للبيانات التي تم تجميعها من نقاط الرصد المختلفة وفصل البيانات الزائدة عن التقرير النهائي والتأكد من دقة البيانات التي تم تجميعها وإعادة رصد وتجميع البيانات الناقصة.

- تحليل البيانات وإجراءات إعداد التقارير

1. يجب تحديد مرجعية أساسية للجداول لمراجعتها وعمل دراسات مقارنة لتلك البيانات والمرجعية في مصر هي جهاز شئون البيئة حيث أنه الجهة المسئولة عن تحديد النسب والأرقام المسموح بها للملوثات المختلفة.
2. بعد تجميع نتائج الرصد يتم عمل مقارنات بين نتائج الرصد من الطبيعة والأرقام المسموح بها من جهاز شئون البيئة لمعرفة مدى تجاوز تلك الأرقام عن النسب المسموح بها.
3. يتم دراسة القيم الفعلية للملوثات والأرقام الناتجة عن الرصد وهل هي متوائمة ومعقولة أم هل توجد أرقام غير واقعية، حيث يجب التأكد من صحة الأرقام لأنها مؤشر لوجود مشكلة ما في موقع الرصد. ويسمى ذلك بالمقارنة الارتجاعية ويتم بعد ذلك عمل ضبط وتوكيد الجودة.
4. توجد طرق أخرى لمعالجة البيانات تتم من خلال برامج الكمبيوتر أو ما يسمى Model حيث تتم معالجة بيانات الرصد ومقارنة الأرقام من خلال برنامج متخصص يتم إعداده مسبقاً من خلال إدخال البيانات الخاصة بالمنطقة للحصول على نتائج أقرب إلى الواقع.

- مراجعة التحكم في جودة البيانات وتوكيد الجودة وأخذ موافقة الجهات المعنية؛

1. يتم تحديد مدى صحة البيانات ومراجعتها من خلال المتابعة الدائمة للرصد ومراجعتها ويجب أن تشمل المقارنة الارتجاعية لتقييم الالتزام في ضوء نتائج الرصد كافة الأطراف المشاركة في أنشطة الرصد الذاتي.
2. كما تشمل المقارنة الارتجاعية كافة عناصر برنامج الرصد مثل عمليات التشغيل والتحكم في الجودة والصيانة والإدارة البيئية والسلامة المهنية. ويتم تحديد متطلبات التطوير للمرحلة القادمة وتاريخاً محدداً لتنفيذها.
3. أما بالنسبة لعناصر الإنتاج التي أثبتت إجراءات الرصد التزامها بالقوانين واللوائح البيئية فيمكن تخفيض معدلات جراءات رصدها بهدف توجيه موارد الرصد للتركيز على العناصر التي تتطلب إجراءات أكثر دقة في الرصد مثل حالات الالتزام الحرجة أو حالات عدم الالتزام.

- عرض تلك البيانات على متخذي القرار للمساعدة في اتخاذ الإجراءات الوقائية المناسبة وتحديد السياسات البيئية المستقبلية؛

1. يتم تجميع بيانات الرصد على خرائط معلوماتية خاصة بنظام GIS حيث يتم إدخال كافة البيانات إلى الخريطة الجوية على هيئة Layers تحتوى كل منها على بيانات محددة مثل ( استعمالات الأراضي، الأنشطة المختلفة للموقع، أماكن المداخن ومصادر التلوث،...)
2. بعد الانتهاء من عملية توقيع الرصد على الخرائط الجوية أو المعلوماتية يتم الحصول على خريطة شاملة لكافة المعلومات عن المنطقة ويتم تحديد النقاط الخطرة والمناطق الآمنة أو الأقل خطورة وبالتالي تحديد نوعية الأنشطة التي يمكن ممارستها داخلها بكل أمان.

## أهمية شبكات الرصد البيئي في إدارة موارد المياه
معظم البلدان العربية تعانى من ندرة المياه العذبة مما يعوق عمليات التنمية الاجتماعية والاقتصادية بها. بالإضافة إلى ذلك فإن تدهور نوعية المياه وزيادة معدلات التلوث بشكل مطرد في المجارى المائية الموجودة بهذه البلدان يحد من العديد من الإستخدامات الممكنه لموارد المياه العذبة. ويمكن تحديد مصادر التلوث الرئيسية للمياه العذبة وهي :-
- استنزاف الموارد وبخاصة غير المتجددة
- الاستخدام الجائر لكل من الأسمدة والمبيدات الحشرية في العمليات الزراعية.
- التخلص من مياه الصرف الصحى والصناعي في الأنهار والبحيرات.
- وجود النفايات الصلبة على ضفاف المجارى المائية مما يسبب تسربات غير صحية إلى المياه السطحية والجوفية وما قد ينتج عن ذلك من مخاطر صحية. وعلى الرغم من أن المواد الكيميائية السامة والناتجه من النفايات الصحية والصناعية ليست واسعة الانتشار في الوقت الحاضر في المنطقة العربية إلا ان تزايد معدلات النمو الصناعي في المنطقة وما يرتبط به من النفايات السائلة ستكون له عواقب أكثر خطورة على الصحة العامة والبيئة في المستقبل.

## اولويات الرصد البيئي

جدول (1): معلومات الرصد البيئي المطلوبة وتحديد الأولويات.

يعتبر تحديد هدف واضح لبرنامج الرصد خطوة هامة لضمان نجاحه، حيث يعتبر أحد أهم العناصر المؤثرة على التكلفة ولذلك يجب في البداية عمل تعريف واضح للمعلومات المطلوبة وأهداف الرصد. والمعلومات التي توفرها برامج الرصد جدول (1) تمثل أحد أهم العناصر التي تدعم إدارة موارد المياه فضلاً عن أهميتها للباحثين ولأصحاب المصالح المرتبطة بإستخدامات المياه المختلفة. ويتطلب ذلك تخصيص ميزانيات مناسبه تسمح بتوفير المعلومة بجودة تلائم متطلبات الإدارة المستديمة لموارد المياه. ويتطلب ذلك مشاركة المسئولين عن تخصيص الميزانيات والمسئولين عن إدارة الموارد المائية فضلاً عن المستفيدين من المياه في إعداد أهداف برنامج الرصد. وبعد تحديد نوع المعلومات المطلوبة يقوم مصممى برامج الرصد بتحديد آليات وإستراتيجيات برنامج المراقبة.تصميم شبكات الرصد

## تصميم شبكات الرصد
يجب أن يتم تصميم نظم مراقبة البيئة من خلال وثيقة تصميم (بالإنجليزية: Design Document)‏ تصف بدقة طرق التصميم لكل عناصر شبكة الرصد فضلا عن أساليب التشغيل اليومية بما يسمح بأن يكون العائد من وراء الشبكة مقنعاً بالنسبة لصانعى القرار وخصوصاً الجهات التي ستقوم بالتمويل. ويساعد علم الإحصاء التطبيقى في توفير نهجاً منظماً لطرق التعامل مع أوجه عدم اليقين (بالإنجليزية: Uncertainty)‏والتي يصعب اجتنابها في بيانات نوعية المياه. ولقد وضع كل من سندوكور وكوتشران Sendecor and Cochran (1989) تعريف لعلم الإحصاء بأنه العلم الذي يتعامل مع الاساليب والتقنيات الخاصة بجمع وتحليل البيانات فضلاً عن استخلاص النتائج، وهذا هو المطلوب تماماً في الجهود الخاصة بعمليات الرصد البيئى.
ولذلك كان السبيل الوحيد لضمان التوصل إلى استنتاجات دقيقة من البيانات المتاحة هو أخذ الاعتبارات والفروض الاحصائية في الاعتبار في مراحل تصميم الشبكة بما يسمح بتنفيذ الاختبارات الاحصائية المطلوبة بشكل فعال وما ينتج عن ذلك من استنتاجات دقيقة. وينبغى أن يشمل برنامج الرصد وصف دقيق للمنطقة كوحدة هيدرولوجية متكامله كما يجب أن يوضح مساحة وحجم المجرى المائى (بالإنجليزية: Watershed)‏ الواقع تحت الدراسة، وذلك فضلا عن وصف للظروف البيئية وعناصرها المختلفة التي قد تؤثر على نوعية المياه. كما يجب أيضا وضع وصف دقيق للخصائص الهيدروليكية والجيولوجية للمنطقة المحيطة. وأخيراً يجب أن يشتمل أيضاً على معلومات وافية عن مستخدمى الموارد المائية الآن ومستقبلاً.

## أهداف شبكات الرصد
أهداف شبكات الرصد يجب أن تعالج المشاكل المرتبطة بنوعية المياه ولذلك فإن التحديد الدقيق والواضح لأهداف الرصد هو العامل المحرك لبقية عناصر تقييم البرنامج ولنجاح عملية الرصد. ويوجد نوعيين رئيسين من الأهداف لتخطيط مشروع الرصد وهي :-
- أهداف ادارية (بالإنجليزية: Management Objectives)‏
- أهداف فنية (بالإنجليزية: Technical Objectives)‏

ويمكن القول أن الأهداف التخطيطية هي انعكاس لإحتياجات المنتفعين (بالإنجليزية: Stakeholders)‏ وصانعى سياسات الموارد المائية بينما الأهداف الفنية هي المتعلقة بإجراءات التنفيذ والتشغيل لبرنامج الرصد وعادة ما يتعامل مصممى البرامج مع الأهداف الفنية بحيث يكون مفهوماً بشكل واضح كيفية التعامل مع عناصر نوعية المياه ومواقع قياس الرصد وطرق التحاليل الخاصة بالبيانات التي ينتجها البرنامج. ويتم صياغة الأهداف التخطيطية والفنية في صورة مجموعة من الأهداف (قصيرة–طويلة) الأمد كما يلى:

### أهداف طويلة المدى
(بالإنجليزية: Long term Monitoring Objective)‏
- تخطيط ووضع سياسات الموارد المائية هناك حاجة للتعامل مع حالة نوعية المياه كبعد هام في إدارة وتخطيط الموارد المائية وهي عملية مستمرة تتطلب معلومات دقيقة على المدى الطويل من خلال شبكة قومية لمراقبة نوعية المياه.
- تحليل الإتجاه لنوعية المياه،(بالإنجليزية: Trend Analysis)‏

يتم استخدام البيانات التي ينتجها برنامج الرصد في تحديد مدى التغير في عناصر نوعية المياه مع الزمن.
- تقييم التوافق مع القوانين البيئية (بالإنجليزية: Compliance Assessment)‏

يتم استخدام نتائج مراقبة نوعية المياه في تقييم مدى جودة المياه وملائمتها لمجموعة المعايير والاشتراطات المحلية أوالدولية للإستخدامات المختلفة، ويجب في هذا النوع من المراقبة أخذ الظروف المناخية في الاعتبار بالإضافة إلى أنواع وأحمال الملوثات ومصادرها.
- قياس فعالية برامج الحفاظ على البيئة

(بالإنجليزية: Program Effectiveness)‏
يمكن الاستفادة من بيانات نوعية المياه في تقييم فعالية الإجراءات المتخذة والبرامج بغرض حماية البيئة، والتي عادة ما تكون على مستوى المجرى المائى حيث أن العديد من الأنشطة التنموية تكون موجودة على طول المجرى مما يجعل عملية متابعة بعض الإجراءات الخاصة بالحماية صعبة إلى حد كبير. ويجب الأخذ في الاعتبار أن تأثير بعض إجراءات الحماية يتطلب عدة سنوات للحكم على كفاءتها من خلال بيانات نوعية المياه.
- تحديد مشاكل التلوث والمناطق ذات الأولوية تساهم عمليات الرصد في تحديد مشاكل التلوث التي تؤثر على الموارد المائية، وفي مثل هذه الحالة فإنه يجب مراقبة عناصر نوعية المياه التي يمكن أن تساعد في وصف وتحديد المشكلة.

### أهداف قصيرة المدى
- دراسة حركة الملوثات في البيئة برامج المراقبة يتم إستخدامها في دراسة حركة الملوثات من مكان لآخر، وفي مثل هذه الحالات تتم عملية المراقبة على فترات زمنية قصيرة حسب طبيعة وخصائص الملوث. وتتطلب الدراسات المتعلقة بهذا الهدف عمل قياسات متوالية لكل المسارات المحتملة.
- تحديد المناطق الأكثر تلوثاً (بالإنجليزية: Define Critical Areas)‏ وتستخدم مراقبة نوعية المياه في تحديد المناطق التي تشهد زيادة غير عادية في مستويات التلوث، هذا النوع من المراقبة كثيراً ما يوصف برصد الإستطلاع أو (بالإنجليزية: Reconnaissance Monitoring)‏ويتم ذلك من خلال فترة زمنية صغيرة.
- دراسة تحديد أحمال التلوث (بالإنجليزية: Waste Load Allocation)‏ يجب مراقبة المسطحات المائية المستقبلة لمجارى مائية فرعية ذات أحمال تلوث عالية وتحديد أنواع الملوثات، مما يساعد في إتخاذ القرار السليم لتدارك مشاكل تدهـور حالة المياه. هذا النوع من المراقبة يتطلـب معرفة جيدة لأحمال التلوث الفعلية من كل مصدر (نوعاً وكماً) كما يتطلب رصد واسع النطاق (من حيث المساحة).
- معايرة النماذج الرياضية والتحقق من دقتها يتم الآن استخدام النماذج الرياضية على نطاق واسع في محاكاة نوعية المياه في المجارى

المائية ودراسة السيناريوهات الخاصة بإجراءات إدارة نوعية المياه من أجل تحديد
أفضل الإستراتيجيات الملائمة. ويمكن استخدام هذه النماذج للتنبؤ بحالة نوعية المياه في المستقبل وعادة ما يكون هناك حاجة للتحقق من صحة نتائج هذه النماذج من خلال عمليات معايرة وتحقيق (بالإنجليزية: Calibration and Verification)‏، ولذلك يتم استخدام البيانات الناتجة من عملية المراقبة حيث يتم مقارنة النتائج التي يتنبأ بها النموذج مع القيم المقاسة فعلياً وتحديد الفارق بينها وبناءً عليه يتم تحديد مدى دقة تنبؤات النموذج الرياضى.
- الإستخدامات في مجال البحوث مراقبة نوعية المياه أمر ضرورى لدراسة ومعالجة مشاكل تلوث المياه حسب طبيعة كل منطقة، ويتم إجراء البحوث لتحقيق هذا الغرض ولذلك فإن الفروق بين الرصد من اجل المجالات البحثية والرصد لأغراض أخرى ليست كبيرة في كثير من الأحيان